# Вековка (река)
Вековка — река в России, протекает в Гусь-Хрустальном районе Владимирской области. Левый приток реки Гусь.

## География
Река протекает в лесах. Устье реки находится в 112 км по левому берегу реки Гусь и в 5 км восточнее станции Нечаевская. Длина реки составляет 11 км.

## Данные водного реестра
По данным государственного водного реестра России относится к Окскому бассейновому округу, водохозяйственный участок реки — Ока от водомерного поста у села Копоново до впадения реки Мокша, речной подбассейн реки — бассейны притоков Оки до впадения Мокши. Речной бассейн реки — Ока.
Код объекта в государственном водном реестре — 09010102312110000026511.